# ヴィレミーナ・ファン・ゴッホ

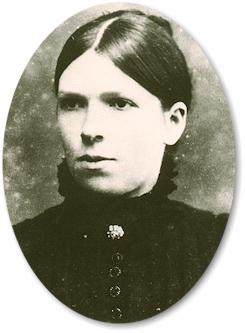
ヴィレミーナの肖像。

ヴィレミーナ・ヤコバ・ファン・ゴッホ（Willemina Jacoba van Gogh、1862年3月16日 - 1941年5月17日）は、画家フィンセント・ファン・ゴッホ及び画商テオドルス・ファン・ゴッホ（テオ）の末妹として知られるオランダの女性。通称ヴィル（Wil）。フェミニズムの先駆けといえる活動も行った。

## 生涯
オランダ、北ブラバント州のズンデルトに生まれる。前半生は家族の世話などをしていた。テオほどではないものの、兄フィンセントと手紙のやり取りをしており、彼との交流を持っていた数少ない兄妹である。
| 父テオドルス 母アンナ 兄フィンセント 姉アンナ 兄テオ 姉エリーザベト ヴィル 弟コル |

1890年にフィンセントが亡くなった後、彼女は病院に勤め始めた。そこで「女性勤労全国博覧会」の運営に携わり、1898年に開催に至った。同博覧会は成功を収め、収益金2万ドイツギルダーをもとに、オランダ女性勤労委員会が設立された。
その後の活動については記録がないが、1902年12月4日にヘルダーラント州エルメロの精神病院に早発性痴呆（後の統合失調症）との診断で収容された。以降亡くなるまでの約40年をそこで過ごした。彼女が実際に精神疾患であったかどうかは不明である。